# Fasciosminthurus saportae
Fasciosminthurus saportae is een springstaartensoort uit de familie van de Bourletiellidae. De wetenschappelijke naam van de soort is voor het eerst geldig gepubliceerd in 1996 door Nayrolles.